# 航空教育集団
航空教育集団（こうくうきょういくしゅうだん、英称：Air Training Command）とは、航空自衛隊における一般教育、飛行教育、術科教育などを一元的に統括・実施する組織である。司令部は静岡県浜松市の浜松基地に所在している。なお、航空自衛隊幹部学校以外の学校は航空教育集団司令官の指揮監督下にあり、航空教育集団司令官は、空将をもって充てられ、防衛大臣の指揮監督を受ける。

## 沿革
- 1959年（昭和34年）6月1日：「飛行教育集団」が編成（司令部：宇都宮基地）
- 1962年（昭和37年）10月1日：「術科教育本部」が浜松南基地において新編
- 1964年（昭和39年）12月28日：飛行教育集団司令部が宇都宮から浜松北基地に移駐
- 1989年（平成元年）3月16日：飛行教育集団、術科教育本部を廃止・統合し「航空教育集団」が新編。航空教育隊、教材整備隊、幹部候補生学校、各術科学校を隷下に編入[4]。
- 2000年（平成12年）10月6日：前年に新編された臨時飛行教育航空隊を飛行教育航空隊に改編（新田原基地）
- 2020年（令和02年）3月26日：組織改編により、第1・第2術科学校を統合し、第2術科学校を廃止[5]。
- 2021年（令和03年）10月29日：第3輸送航空隊隷下の第41教育飛行隊（T-400）が美保基地から浜松基地に移動し、第1航空団隷下に編入[6][7]。

## 部隊編成
- 航空教育集団司令部 -（浜松基地）
  - 第1航空団 -（浜松基地）
  - 第4航空団 -（松島基地）
  - 第11飛行教育団 -（静浜基地）
  - 第12飛行教育団 -（防府北基地）
  - 第13飛行教育団 -（芦屋基地）
  - 航空教育隊 - （防府南基地）
  - 飛行教育航空隊 -（新田原基地）
  - 教材整備隊 -（浜松基地）
  - 航空自衛隊幹部候補生学校 -（奈良基地）
  - 航空自衛隊第1術科学校 -（浜松基地）
  - 航空自衛隊第3術科学校 -（芦屋基地）
  - 航空自衛隊第4術科学校 -（熊谷基地）
  - 航空自衛隊第5術科学校 -（小牧基地）

### 司令部編成
- 総務部
  - 総務課
  - 人事課
  - 会計課
  - 厚生課
- 教育部
  - 計画課
  - 運用課
  - 教育第一課
  - 教育第二課
  - 教育第三課
  - 研究課
- 装備部
  - 装備課
  - 補給課
  - 施設課
- 監理監察官
- 医務官

## 主要幹部
| 官職名             | 階級    | 氏名       | 補職発令日     | 前職                                         |
| ------------------ | ------- | ---------- | -------------- | -------------------------------------------- |
| 航空教育集団司令官 | 空将    | 小笠原卓人 | 2025年08月01日 | 航空幕僚副長                                 |
| 幕僚長             | 空将補  | 熊谷三郎   | 2025年08月01日 | 防衛監察本部監察官                           |
| 総務部長           | 1等空佐 | 山﨑浩二   | 2024年12月20日 | 南西高射群司令                               |
| 教育部長           | 1等空佐 | 玉﨑正史   | 2024年02月23日 | 航空総隊司令部監理監察官                     |
| 装備部長           | 1等空佐 | 五十川淳   | 2025年05月12日 | 航空総隊司令部装備部長                       |
| 監理監察官         | 1等空佐 | 佐甲範之   | 2024年03月01日 | 統合幕僚学校教育課研究室長                   |
| 医務官             | 1等空佐 | 赤松潤子   | 2025年03月31日 | 自衛隊入間病院看護部長 兼 自衛隊入間病院勤務 |

| 代                         | 氏名                       | 在職期間                                                 | 出身校・期                 | 前職                                                    | 後職                                                    |
| 飛行教育集団司令（空将補） | 飛行教育集団司令（空将補） | 飛行教育集団司令（空将補）                               | 飛行教育集団司令（空将補） | 飛行教育集団司令（空将補）                              | 飛行教育集団司令（空将補）                              |
| -------------------------- | -------------------------- | -------------------------------------------------------- | -------------------------- | ------------------------------------------------------- | ------------------------------------------------------- |
| -                          | 瀬戸山八郎                 | 1959年06月01日 - 1959年07月31日                          | 海兵58期                   | 航空幕僚監部人事教育部副部長として 飛行教育集団司令心得 | 航空幕僚監部人事教育部副部長として 飛行教育集団司令心得 |
| 01                         | 汾陽光文                   | 1959年08月01日 - 1960年07月31日                          | 陸士42期・ 陸大54期        | 航空幕僚監部人事教育部長                                | 統合幕僚会議事務局長 （航空幕僚監部付）                 |
| 02                         | 小島喜久                   | 1960年08月01日 - 1961年06月11日                          | 陸士42期・ 陸大52期        | 航空幕僚監部人事教育部長                                | 飛行教育集団司令官                                      |
| 飛行教育集団司令官         |                            |                                                          |                            |                                                         |                                                         |
| 01                         | 小島喜久                   | 1961年06月12日 - 1961年07月24日 ※1961年07月01日 空将昇任 | 陸士42期・ 陸大52期        | 飛行教育集団司令                                        | 中部航空方面隊司令官                                    |
| 02                         | 頼冨美夫                   | 1961年07月25日 - 1962年07月15日                          | 陸士43期・ 陸大52期        | 北部航空方面隊司令官 （空将補）                         | 調達実施本部副本部長 （原価計算第二担当）               |
| 03                         | 有沼源一郎                 | 1962年07月16日 - 1963年03月15日                          | 陸士43期・ 陸大52期        | 航空幕僚監部防衛部長 →1961年11月1日 航空総隊司令部付    | 航空自衛隊補給統制処長                                  |
| 04                         | 小福田租                   | 1963年03月16日 - 1965年07月15日 ※1964年07月06日 空将昇任 | 海兵59期                   | 航空幕僚監部人事教育部長                                | 中部航空方面隊司令官                                    |
| 05                         | 岩城邦廣                   | 1965年07月16日 - 1966年04月29日                          | 海兵59期                   | 中部航空方面隊司令官                                    | 航空総隊司令官                                          |
| 06                         | 渡邊正                     | 1966年04月30日 - 1967年11月14日                          | 海兵61期                   | 航空幕僚監部監察官                                      | 中部航空方面隊司令官                                    |
| 07                         | 前川國雄                   | 1967年11月15日 - 1969年02月16日                          | 陸士45期                   | 術科教育本部長                                          | 退職                                                    |
| 08                         | 宇都宮道生                 | 1969年02月17日 - 1970年12月15日                          | 海兵63期                   | 北部航空方面隊司令官                                    | 航空自衛隊幹部学校長                                    |
| 09                         | 石川貫之                   | 1970年12月16日 - 1971年06月30日                          | 陸士50期                   | 西部航空方面隊司令官                                    | 航空幕僚副長                                            |
| 10                         | 植村英一                   | 1971年07月01日 - 1972年06月30日                          | 陸士50期・ 陸大59期        | 北部航空方面隊司令官                                    | 退職                                                    |
| 11                         | 宮本功                     | 1972年07月01日 - 1974年04月30日                          | 陸士51期                   | 中部航空方面隊司令官                                    | 退職                                                    |
| 12                         | 藤澤信雄                   | 1974年05月01日 - 1976年02月15日                          | 陸士53期                   | 西部航空方面隊司令官                                    | 退職                                                    |
| 13                         | 徳丸明                     | 1976年02月16日 - 1977年06月30日                          | 陸士54期                   | 西部航空方面隊司令官                                    | 退職                                                    |
| 14                         | 松尾繁                     | 1977年07月01日 - 1978年06月30日                          | 陸士55期                   | 統合幕僚会議事務局長 兼 統合幕僚学校長                  | 退職                                                    |
| 15                         | 松村正二                   | 1978年07月01日 - 1979年06月30日                          | 海兵71期                   | 北部航空方面隊司令官                                    | 退職                                                    |
| 16                         | 川越重比古                 | 1979年07月01日 - 1980年06月30日                          | 海兵72期                   | 北部航空方面隊司令官                                    | 退職                                                    |
| 17                         | 光崎修                     | 1980年07月01日 - 1982年02月15日                          | 陸士58期                   | 西部航空方面隊司令官                                    | 退職                                                    |
| 18                         | 江戸力                     | 1982年02月16日 - 1983年02月27日                          | 海兵75期                   | 中部航空方面隊司令官                                    | 退職                                                    |
| 19                         | 藤岡昇                     | 1983年02月28日 - 1984年03月01日                          | 陸航士60期                 | 輸送航空団司令                                          | 退職                                                    |
| 20                         | 板野安博                   | 1984年03月02日 - 1985年03月15日                          | 海兵75期                   | 西部航空方面隊司令官                                    | 退職                                                    |
| 21                         | 大圖勝美                   | 1985年03月16日 - 1986年06月16日                          | 東京水産大学・ 1期幹候     | 輸送航空団司令                                          | 退職                                                    |
| 22                         | 米川忠吉                   | 1986年06月17日 - 1986年12月04日                          | 青山学院大学・ 5期幹候     | 北部航空方面隊司令官                                    | 航空総隊司令官                                          |
| 23                         | 矢田浩司                   | 1986年12月05日 - 1988年07月06日                          | 早稲田大学 昭和29年卒      | 航空自衛隊幹部学校長                                    | 退職                                                    |
| 末                         | 阿部博男                   | 1988年07月07日 - 1989年03月15日                          | 防大1期                    | 西部航空方面隊司令官                                    | 航空教育集団司令官                                      |
| 航空教育集団司令官         |                            |                                                          |                            |                                                         |                                                         |
| 01                         | 阿部博男                   | 1989年03月16日 - 1990年03月15日                          | 防大1期                    | 飛行教育集団司令官                                      | 退職                                                    |
| 02                         | 高橋恆清                   | 1990年03月16日 - 1991年03月15日                          | 防大1期                    | 統合幕僚学校長                                          | 退職                                                    |
| 03                         | 長谷川孝一                 | 1991年03月16日 - 1992年06月15日                          | 防大2期                    | 統合幕僚学校長                                          | 退職                                                    |
| 04                         | 那須秋男                   | 1992年06月16日 - 1994年06月30日                          | 防大4期                    | 航空開発実験集団司令官                                  | 退職                                                    |
| 05                         | 小泉進                     | 1994年07月01日 - 1995年06月29日                          | 防大6期                    | 航空開発実験集団司令官                                  | 航空総隊司令官                                          |
| 06                         | 江藤兵部                   | 1995年06月30日 - 1996年06月30日                          | 防大7期                    | 西部航空方面隊司令官                                    | 航空総隊司令官                                          |
| 07                         | 武田清                     | 1996年07月01日 - 1997年06月30日                          | 防大8期                    | 航空支援集団司令官                                      | 航空総隊司令官                                          |
| 08                         | 鈴木一嘉                   | 1997年07月01日 - 1998年06月30日                          | 防大9期                    | 西部航空方面隊司令官                                    | 航空自衛隊補給本部長                                    |
| 09                         | 井上章                     | 1998年07月01日 - 2001年01月10日                          | 防大11期                   | 統合幕僚学校長                                          | 退職                                                    |
| 10                         | 平木善道                   | 2001年01月11日 - 2002年03月21日                          | 防大12期                   | 航空自衛隊幹部学校長 兼 目黒基地司令                    | 航空総隊司令官                                          |
| 11                         | 小田邦博                   | 2002年03月22日 - 2003年03月26日                          | 防大13期                   | 航空幕僚副長                                            | 航空総隊司令官                                          |
| 12                         | 吉田正                     | 2003年03月27日 - 2005年01月11日                          | 防大14期                   | 航空幕僚副長                                            | 航空幕僚長                                              |
| 13                         | 星野雄三                   | 2005年01月12日 - 2006年03月26日                          | 防大15期                   | 航空幕僚副長                                            | 退職                                                    |
| 14                         | 新野修                     | 2006年03月27日 - 2007年07月02日                          | 防大16期                   | 北部航空方面隊司令官                                    | 退職                                                    |
| 15                         | 藤井泰司                   | 2007年07月03日 - 2008年07月31日                          | 防大17期                   | 航空自衛隊幹部学校長 兼 目黒基地司令                    | 退職                                                    |
| 16                         | 菊川忠継                   | 2008年08月01日 - 2009年07月20日                          | 防大18期                   | 航空幕僚副長                                            | 退職                                                    |
| 17                         | 片岡晴彦                   | 2009年07月21日 - 2010年12月23日                          | 防大20期                   | 中部航空方面隊司令官                                    | 航空総隊司令官                                          |
| 18                         | 小野田治                   | 2010年12月24日 - 2012年07月25日                          | 防大21期                   | 西部航空方面隊司令官                                    | 退職                                                    |
| 19                         | 平田英俊                   | 2012年07月26日 - 2013年08月21日                          | 東京大学・ 70期幹候        | 航空自衛隊幹部学校長 兼 目黒基地司令                    | 退職                                                    |
| 20                         | 廣中雅之                   | 2013年08月22日 - 2014年08月04日                          | 防大23期                   | 航空支援集団司令官                                      | 退職                                                    |
| 21                         | 半澤隆彦                   | 2014年08月05日 - 2015年11月30日                          | 防大24期                   | 航空支援集団司令官                                      | 退職                                                    |
| 22                         | 森本哲生                   | 2015年12月01日 - 2016年12月21日                          | 防大25期                   | 航空幕僚副長                                            | 退職                                                    |
| 23                         | 荒木淳一                   | 2016年12月22日 - 2018年12月19日                          | 防大27期                   | 南西航空混成団司令                                      | 退職                                                    |
| 24                         | 城殿保                     | 2018年12月20日 - 2020年08月24日                          | 防大29期                   | 北部航空方面隊司令官                                    | 退職                                                    |
| 25                         | 引田淳                     | 2020年08月25日 - 2022年12月22日                          | 防大31期                   | 中部航空方面隊司令官                                    | 退職                                                    |
| 26                         | 西谷浩一                   | 2022年12月23日 - 2023年12月21日                          | 防大31期                   | 航空自衛隊補給本部長                                    | 退職                                                    |
| 27                         | 安藤忠司                   | 2023年12月22日 - 2025年07月31日                          | 防大33期                   | 北部航空方面隊司令官                                    | 航空支援集団司令官                                      |
| 28                         | 小笠原卓人                 | 2025年08月01日 -                                         | 防大34期                   | 航空幕僚副長                                            |                                                         |

### 旧 術科教育本部長
| 代 | 氏名                  | 在職期間                                                                | 出身校・期                         | 前職                                                               | 後職                                          |
| -- | --------------------- | ----------------------------------------------------------------------- | ---------------------------------- | ------------------------------------------------------------------ | --------------------------------------------- |
| 01 | 汾陽光文              | 1962年10月01日 - 1964年02月03日                                         | 陸士42期・ 陸大54期                | 統合幕僚会議事務局長 兼統合幕僚学校長 →1962年8月1日 航空幕僚監部付 | 航空幕僚監部付 →1965年1月30日 退職            |
| 02 | 飯塚洋 （空将補）     | 1964年02月04日 - 1965年02月18日 ※1964年7月15日まで第2術科学校長事務取扱 | 陸士43期・ 京都帝国大学 昭和13年卒 | 航空自衛隊第2術科学校長                                            | 航空幕僚監部付 →1965年3月1日 退職（空将昇任） |
| 03 | 高木作之              | 1965年02月19日 - 1966年02月15日                                         | 陸士45期・ 陸大53期                | 航空幕僚監部防衛部長                                               | 航空自衛隊補給統制処長                        |
| 04 | 丸田文雄              | 1966年02月16日 - 1967年07月16日                                         | 陸士44期                           | 西部航空方面隊司令官                                               | 航空自衛隊幹部学校長                          |
| 05 | 前川國雄              | 1967年07月17日 - 1967年11月14日                                         | 陸士45期                           | 西部航空方面隊司令官                                               | 飛行教育集団司令官                            |
| 06 | 緒方景俊              | 1967年11月15日 - 1968年11月17日                                         | 陸士46期・ 陸大55期                | 統合幕僚会議事務局長 兼 統合幕僚学校長                             | 航空幕僚副長                                  |
| 07 | 矢作十郎              | 1968年11月18日 - 1970年02月15日                                         | 陸士47期・ 陸大55期                | 航空幕僚副長                                                       | 退職                                          |
| -  | 石原格太郎 （空将補） | 1970年02月16日 - 1970年04月09日                                         | 海機53期                           | 第1術科学校長として術科教育本部長代理                              | 第1術科学校長として術科教育本部長代理         |
| 08 | 佐藤憲郎              | 1970年04月10日 - 1971年04月30日                                         | 海機46期                           | 航空幕僚監部装備部長                                               | 航空自衛隊補給統制処長                        |
| 09 | 後藤清敏              | 1971年05月01日 - 1972年06月30日                                         | 陸航士49期・ 陸大58期              | 保安管制気象団司令                                                 | 退職                                          |
| 10 | 壽圓正巳              | 1972年07月01日 - 1973年06月30日                                         | 海機47期                           | 航空自衛隊第3補給処長                                              | 退職                                          |
| 11 | 寺本光                | 1973年07月01日 - 1974年12月04日                                         | 陸士52期・ 陸大59期                | 統合幕僚会議事務局長 兼 統合幕僚学校長                             | 退職                                          |
| 12 | 伊藤公雄              | 1974年12月05日 - 1976年02月15日                                         | 陸士53期                           | 航空自衛隊第3補給処長                                              | 退職                                          |
| 13 | 田中保壽              | 1976年02月16日 - 1977年06月30日                                         | 陸士54期                           | 航空自衛隊幹部候補生学校長 兼 奈良基地司令                         | 退職                                          |
| 14 | 山田良市              | 1977年07月01日 - 1978年03月15日                                         | 海兵71期                           | 西部航空方面隊司令官                                               | 航空総隊司令官                                |
| 15 | 河野士郎              | 1978年03月16日 - 1979年03月15日                                         | 陸航士56期                         | 保安管制気象団司令                                                 | 退職                                          |
| 16 | 明知芳隆              | 1979年03月16日 - 1980年03月27日                                         | 陸経6期                            | 航空自衛隊第3補給処長                                              | 退職                                          |
| 17 | 甲斐省吾              | 1980年03月28日 - 1981年06月30日                                         | 陸士58期                           | 航空自衛隊第2補給処長 兼 岐阜基地司令                              | 退職                                          |
| 18 | 一宮眞之              | 1981年07月01日 - 1982年06月30日                                         | 陸士59期                           | 保安管制気象団司令                                                 | 統合幕僚会議事務局長                          |
| 19 | 志摩一郎              | 1982年07月01日 - 1983年06月30日                                         | 陸士60期                           | 航空自衛隊第2補給処長 兼 岐阜基地司令                              | 航空総隊司令官                                |
| 20 | 近藤博隆              | 1983年07月01日 - 1984年06月05日                                         | 陸士60期                           | 統合幕僚学校長                                                     | 退職                                          |
| 21 | 清水亨                | 1984年06月06日 - 1985年06月30日                                         | 明治大学・ 7期公募幹部             | 南西航空混成団司令                                                 | 退職                                          |
| 22 | 福岡靖也              | 1985年07月01日 - 1986年06月16日                                         | 都島工専・ 5期幹候（陸）           | 航空自衛隊第1術科学校長 兼 浜松南基地司令                          | 退職                                          |
| 23 | 中澤誠                | 1986年06月17日 - 1987年07月06日                                         | 立命館大学・ 3期幹候               | 航空自衛隊第2補給処長 兼 岐阜基地司令                              | 退職                                          |
| 末 | 村山房夫              | 1987年07月07日 - 1989年03月15日                                         | 早稲田大学・ 3期幹候               | 西部航空方面隊司令官                                               | 退職                                          |